# バンドル
バンドル（英: bundle）とは、ある製品に対し別の製品が付属している状態で販売等をすること。反対はアンバンドル。

## ソフトウェア
1969年に、IBMは大型コンピュータのハードウェア値段から、ソフトウェア値段、システムエンジニアサービス値段、教育サービス値段などをアンバンドルした。それまでは、IBMはこれらすべてを含めた値段にしていた。これ以降、こうした様々な分野の会社の活躍が容易になったといわれている。
メーカー製パソコンに元々導入されているソフトウェアなどは「プリインストール」とも言う。バンドルされるソフトウェアには4通りある。
- 製品として販売されている物がそのまま付属
- 製品として販売されている物に対し機能制限されたものが付属
- 製品として販売されていない、オリジナルの物
- 製品として販売されている物の体験版

制限されていない物の場合は「製品版」、制限がかかっていたり、そのパソコン用に相性などのチェック、システムのカスタマイズがされているものを「バンドル版」などと呼ぶ。バンドル版の場合、製品版へのアップグレードを許している物も多い。
オンラインソフトウェアには、インストール時に他のソフトをインストールするように勧めるものがある。これもバンドルソフトウェアだが、その手法は迷惑アプリとみなされることがある。

## バンドル例
- タブレットとイラスト描画ソフトウェア
- ビデオカメラと動画編集用ソフトウェア
- ゲーム機とゲームソフト（もしくはゲームソフトのダウンロードコード）